# Batboat
El Batboat, Batstrike, o Batsub es el hidroavión / sumergible acuático dinámico ficticio del superhéroe Batman de DC Comics.

## Variantes de Batboat

### Batskiboat
El Batskiboat (o Bat Skiboat) es una versión más oscura del Batboat. En 1992, la película de acción en vivo Batman Returns. Batman utiliza el hidroala de propulsión a chorro cerca del clímax de la película para viajar a través del sistema de alcantarillado de Gotham hacia la guarida del Pingüino.
El diseño de Batskiboat tiene elementos del Batmobile de la película y la figura de un tiburón. Es un monoplaza y tiene los mismos extras que el Batmóvil, incluidos los lanzadores de torpedo. También tiene un radar, que puede ser usado por Batman para monitorear cada área de Gotham City.

### Batstrike
El Batstrike es un scooter submarino de flotabilidad neutra. El Batstrike lleva velocidades sumergidas de más de 5 nudos.

### Batsub
El Bat-Sumergible (o "Batsub") hizo su debut en mayo de 1949 en Detective Comics # 147. Batman y Robin emplearon el Bat-Sub para capturar a Tiger Shark.
El Batsub (o Bat-Sub) es otra embarcación ficticia junto con el Batboat utilizado por el superhéroe cómic Batman para propósitos de transporte alternativo. En la película Batman Forever de 1995, se muestra que una versión del Batwing tiene una cabina que puede transformarse en un vehículo sumergible en caso de que el vehículo aéreo sea derribado. Este mini submarino no tiene armamento y solo está equipado con un faro de búsqueda.
Los sistemas ambientales incluyen depuradores de CO2 y unidades de aire acondicionado en la popa del Bat-Sumergible. Los tanques de oxígeno proporcionan hasta seis horas de aire respirable. También hay tanques de emergencia que permiten doce horas adicionales de soporte vital. El soporte vital incluye mezclas de oxígeno / helio para inmersión en aguas profundas.

## Historial de publicación
En el Subnivel 6 de la Batcave, hay un hidroala / sumergible acuodinámico (también conocido como Batboat ) tanto en el río Gotham navegable como en las aguas del Océano Atlántico.

### Fondo
Al principio de su carrera, mientras que los traficantes de armas que investigan operando a lo largo de los muelles del distrito de Barrio chino de Gotham City, Batman usa un prototipo Batboat para perseguir a los criminales en fuga. En lo que más tarde se consideró una "medida extrema", Batman destruyó su lanzamiento con un lanzallamas montado en el arco.
El primer Batboat oficial hizo su debut en abril de 1946 (en Detective Comics # 110). La trama involucraba a Scotland Yard, que proporcionaba a Batman y Robin el bote para acelerar su búsqueda del villano Profesor Moriarty.

### Hidroala
Para sumergirse, las láminas del Batboat se retraen para reducir la resistencia parásita. Sus hélices de aluminio son accionadas por baterías de electrolito AH selladas.

### Cabina de mando
Las pantallas de Batboat incluyen enlaces de navegación y comunicación de última generación, una alarma de velocidad de ascenso, un reloj de buceo y un medidor de profundidad de ascenso seguro.

### Armas ofensivas
Los armamentos del barco de batalla incluyen un arpón neumático con un cable de titanio de alta resistencia a la tracción, un rezón de lanzamiento que se dobla como un ancla, cargas de profundidad de configuración variable y un pequeño suministro de torpedos de guía activa con adquisición de objetivos de calor / movimiento / vibración específicamente diseñado para apunta a los sistemas de propulsión de un vehículo y minimiza el daño a su casco.

## Televisión y Película

### Batman de 1960
La primera aparición del Batboat fue en la película de 1966 Batman. Posteriormente se usó en las temporadas dos y tres de la serie de televisión Batman de los años sesenta. Fue creado por Glastron Industries. Desde que Glastron tuvo su sede en Austin, Texas, el estreno mundial de la película "Batman" de 1966 también tuvo lugar allí.
Mel Whitley y Robert Hammond diseñaron el Batboat desde un Glastron V-174. Agregaron un faro rojo intermitente, ojos brillantes, escotillas de bazuca, asientos para Batman y Robin en la parte delantera del bote, pantallas de viento gemelas, una consola central, una cubierta para el jet outdrive y una cubierta de popa a la cubierta con una brillante Bati-señal en la aleta caudal. Aunque el barco estaba propulsado por un propulsor de popa Merc Cruiser L-6 y Attwood Corporation fabricó el cableado, se agregaron un squirter de agua y una boquilla de chorro para hacer que el Batboat se viera como si fuera nuclear. Tomó 31 días para construir.
Finalmente, se construyó una réplica del Batboat. Cuando se canceló el programa de televisión de Batman, Glastron usó los dos Batboats para promociones en giras. Después de mucho turismo, los barcos fueron vendidos. Un barco fue a un distribuidor de Glastron que era un Shriner. Lo usó en varios desfiles de Shriner. Este Batboat fue luego trasladado al museo Car Stars en Gatlinburg, Tennessee.

### Batman: la serie animada
El Batboat también apareció en Batman: la serie animada. También podría ser utilizado como un submarino.

### Batman Returns
Una versión más oscura se usó en Batman Returns como The Bat Skiboat. Batman usa el vehículo cerca del clímax de la película para viajar a través del sistema de alcantarillado de Gotham hacia la guarida del Pingüino.

### Batman Forever
Un segundo Batboat aparece en la película Batman Forever, pilotada por Robin, y es rápidamente destruida por Riddler y Two-Face. En la misma película, se muestra que una versión del Batwing tiene una cabina que puede transformarse en un vehículo sumergible en caso de que el vehículo aéreo sea derribado.

### The Batman
El Batboat también se utiliza en The Batman. Este tiene similitud con el Batskiboat pero tiene color negro y azul. Esta versión de alguna manera le da a este bote la apariencia de estar flotando sobre el agua en lugar de tocarla. Tiene capacidad para tres personas y está equipado con un ordenador de a bordo que se puede activar desde su cinturón. Tiene capacidades sumergibles como en Batman: la serie animada. En "The Icy Depth", cuando está atrapado en el hielo, puede generar suficiente calor para romper el hielo.

### Batman Beyond
Un submarino apareció en el episodio "Earth Mover" en Batman Beyond. Fue utilizado por Terry McGinnis, el nuevo Batman, para navegar por los ríos subterráneos de Gotham City.

### Superman/Batman: Apocalypse
El Bat Skiboat hace una aparición temprano en Superman/Batman: Apocalypse.

### Lego Batman: La película - DC Super Heroes Unite
El Batboat hace una aparición en Lego Batman: The Movie - DC Super Heroes Unite.

## Videojuegos

### Batman
En el juego de computadora de Batman de 1986, el jugador tiene que recoger siete piezas del Batcraft, un vehículo de tipo aerodeslizador, desde las profundidades del Batcave para completar el juego.

### Lego Batman: El videojuego
El Batboat es uno de los vehículos jugables Lego Batman: el videojuego. En el juego, tiene la capacidad de disparar, lanzar cuerdas y saltar con más fuerza en las rampas

### Batman: Arkham City
El Batboat se menciona en Batman: Arkham City como utilizado por Batman para intentar detener la fuga de Joker desde Arkham Asylum, que tuvo lugar antes de los eventos de Arkham City. En el cómic de empate, se muestra que Batman tiene múltiples (al menos tres) Batboats.

## Lego Batman
Una versión de aerodeslizador del Batboat aparece en el juego de juguete de construcción Lego Batman 7780 Batboat: la caza de Killer Croc.